# آد ورلد
آد ورلد (بالإنجليزية: Oddworld)‏، هي سلسة ألعاب فيديو من نوع الخيال العلمي، صدرت اللعبة لأول مرة عام 1997م، وآخر إصدار كانت عام 2014م. من تصميم العبقري لورن لانينغ Lorne Lanning
تعتبر من الألعاب المنصات قدمت في عام 1997 بتصميم ثنائي الابعاد على منصة سوني بلاي ستيشن تحت اسم ايب اود ورلد -اوديسي، ثم تلتها النسخة الثانية ايب أكسيدوس، ثم النسخة الثالثة مانشز اوديسي، وبعد ذلك تم طرح نسخة للويندوز.
نجحت اللعبة نجاح باهر وحصلت على عدة جوائز عالمية.
قامت الشركة مؤخرا بإعادة تصميمها بطريقة شيقة ثلاثية الابعاد، مع بعض التعديلات في قدرات الشخصيات التي تتمحور حولها قصة اللعبة، وأصبح اسمها اود ورلد - نيو ان تيستي
لتعمل اللعبة الجديدة على منصات البلاي ستيشن 3 و4 والاكس بوكس والنتيندو وي

## قصة اللعبة
تدور احداث القصة في كوكب اودد ورلد العجيب والذي يعيش فيه أيب (شخصية اللعبة الأساسية) وأبناء كوكبه.
وقد هاجمهم الغزاة المودوكن mudokons واحتلوا ارضهم وقامو بتشغيلهم كالعبيد في مصنع لإنتاج الحلويات من لحوم المخلوقات التي تعيش في كوكب اود ورلد Oddworld مثل السكراب والبارامايت .
وفي أحد الأيام وأثناء مرور ايب Abe في أحد ممرات المصنع سمع صوتا من أحد قاعات الاجتماع، فقام باستراق السمع ليكتشف ان مسؤلي المصنع يتحدثون عن انخفاض المبيعات، وعن خطة جديدة لرفع الإنتاج.
يتفاجأ ايب Abe ان المنتج الجديد عبارة عن حلوى Lolypop تعتمد على لحوم أبناء جلدته، فصعق وخاف ثم قام بالتسلل عبر الممرات لتحذير بما سمع، لكن يتم اكتشاف امره من قبل كاميرات المراقبة، ويسارع الحراس (المودوكن - Mudokons) لوضع صورته في جميع انحاء المصنع ليصبح المطلوب الأول على الكوكب.

## رحلة ايب Abe
تبدأ رحلة ايب Abe لإنقاذ افراد قبيلته عبر احداث ومغامرات شيقة تبدأ من ازقة وممرات المصنع مرورا بالهروب الكبير، وعبور الغابة ومناطق خطيره تعج بالمخلوقات المتوحشة.
أثناء رحلته يقوم بعض اصدقائه بمساعدته عبر بعض القدرات السحرية الذين يتمتع بها افراد قبيلته، وتنتهي احداث القصة بالعودة الي المصنع مجددا لتحرير البقية، والقضاء على المودوكن المحتلين.
وفي منتصف اللعبة يسقط ايب Abe من هضبة الجبل ويموت، لكن يظهر أحد سحرة قبيلته ويقوم بإعادة الروح الي جسدة، ليكمل مشواره في إنقاذ شعبه.
يكتشف ايب Abe بوجود قدرة لديه للسيطرة والتحكم على المودوكن Mudokons عن طريق التأثير الايحائي والتي تساعده في كثير من مراحل اللعبة. ويساعده أيضا في رحلته الجمل ذو الساقان (المو- Almo) الذي يتمتع بقدره عالية على القفز .

## الشخصيات
- المودوكن Mudokons

هم الحراس المحتلين في القصة، يتميزون بالعدائية مع بعض الغباء، ويمكن السيطرة عليهم وتوجيههم لاداء بعض الأعمال كالتخلص من كلاب السلاغ المتوحشة أو قتل الحراس الآخرين.
- السلاغ Slogs

كلاب متوحشة لا ترى في الظلام تتميز بعدوانيتها وسرعتها في العدو، يستخدمها المودوكن في حراسة بعض الأماكن.
- البارامايت Paramites

مخلوقات هادئة اقرب الي العناكب حيث تتميز بقدرتها على القفز والنزول عبر الخيوط التي تنسجها، تصبح شديدة العدوانية إذا تم حشرها في مكان ضيق أو عند الهروب المفاجيء.
- سكراب Scrab

مخلوقات اقرب الي شكل سرطان البحر وغير اجتماعية سريعة العدو، لا تسمح لاحد بالاقتراب من مناطقها وتتقاتل فيما بينها، وهي شديدة العدوانية.
- المو Almo

حيوان لطيف يحمل صفات الجمل والنعامة في نفس الوقت يتميز بالقفز الطويل ويرافق ايب Abe في الكثير من مراحل اللعبة وخاصة في الغابة.

## إصدارات
- آد ورلد: غضب الغريب
- آد ورلد: مونشز آديزي
- آد ورلد: نيو آن تاستي

## وصلات خارجية
- الموقع الرسمي
- Oddworld series على موبي غيمز
- Oddworld at تي في تروبس  [لغات أخرى]‏
- Unofficial fan forums